# Kolenohelea jarmilae
Kolenohelea jarmilae är en tvåvingeart som beskrevs av Meillon och Downes 1986. Kolenohelea jarmilae ingår i släktet Kolenohelea och familjen svidknott. Inga underarter finns listade i Catalogue of Life.